# Wintershouse
Wintershouse – miejscowość i gmina we Francji, w regionie Grand Est, w departamencie Dolny Ren.
Według danych na rok 1990 gminę zamieszkiwało 517 osób, a gęstość zaludnienia wynosiła 141 osób/km² (wśród 903 gmin Alzacji Wintershouse plasuje się na 454. miejscu pod względem liczby ludności, natomiast pod względem powierzchni na miejscu 578.).